# Marcin Florek (triathlonista)
Marcin Florek – polski lekkoatleta, triathlonista.

## Życiorys
Ukończył studia na AWFiS w Gdańsku. Był zawodnikiem MKS Truso Elbląg. Zajął dwunaste miejsce w triathlonie podczas młodzieżowych mistrzostw świata w 2006 roku. Był zawodnikiem polskiej kadry olimpijskiej. Czternaście razy zdobył mistrzostwo kraju w triathlonie, w tym trzykrotnie mistrzostwo seniorów.
Po zakończeniu kariery sportowej został dyrektorem cyklu Garmin Iron Triathlon.